# بحيرة مقطورة قوارب كونيسوس
بحيرة مقطورة قوارب كونيسوس، تبلغ مساحته 3 أكر (1.2 ها) وهو منتزه الدولة على الشاطئ الشرقي لبحيرة كونيسوس، إحدى بحيرات فانقر الصغرى، بالقرب من قرية ليفونيا في مقاطعة ليفينغستون، نيويورك.
المنتزه مفتوح من أواخر أبريل إلى منتصف أكتوبر، وتوفر مقطورة للقوارب والوصول إلى الصيد وطاولات النزهة.

## روابط خارجية
- New York State Parks: Conesus Lake Boat Launch